# It’s Only a Paper Moon
«It’s Only a Paper Moon» (первое название — «If You Believed in Me») — песня, которую написали композитор Гарольд Арлен и поэты-песенники Билли Роуз и Йип Харбург для театральной пьесы The Great Magoo. Премьера пьесы состоялась на Бродвее в 1932 году. Пьеса не имела успеха, а вот песня стала очень популярной.
Впервые песню исполнила на сцене Клэр Карлтон, игравшая главную роль в оригинальной постановке в бродвейском «Театре Сельвина».
Песню записывали множество джазовых и поп-исполнителей, в том числе оркестр Пола Уайтмана (с Банни Бериганом на трубе), Клифф Эдвардс, Элла Фицджеральд, оркестр Бенни Гудмана (с вокалистом Донни Ридом), Перри Комо, трио Нэта Кинга Коула, Бинг Кросби в дуэте с Розмари Клуни.
Также её пели дуэтом Джун Найт и Бадди Роджерс в фильме Take a Chance (1933).
Песня дала название фильму Питера Богдановича  «Бумажная луна» (1973).